# Seznam uměleckých realizací ve veřejném prostoru v Hodkovičkách
Seznam uměleckých realizací v Hodkovičkách v Praze 4 obsahuje tvorbu výtvarných umělců umístěnou ve veřejném prostoru v katastrálním území Hodkovičky. Seznam je řazen podle ulic a nemusí být úplný.

## Seznam uměleckých realizací
| Název               | Fotografie | Lokace                                               | Autor                                | Rok  | Popis           | Poznámka                |
| ------------------- | ---------- | ---------------------------------------------------- | ------------------------------------ | ---- | --------------- | ----------------------- |
| Pes                 |            | Jitřní 424/2 50°1′24,59″ s. š., 14°24′51,87″ v. d.   | Hedvika Ilečková-Hendrychová (*1940) | 1983 | socha, keramika | mateřská škola, zahrada |
| Sochy u Hánovy vily |            | V Lučinách 67/9 50°1′8,76″ s. š., 14°25′11,79″ v. d. | Jan Hána (1927–1994)                 |      | sochy           | Hánova vila             |